# Leuculopsis pulverulenta
Leuculopsis pulverulenta är en fjärilsart som beskrevs av Paul Dognin 1902. Leuculopsis pulverulenta ingår i släktet Leuculopsis och familjen mätare. Inga underarter finns listade i Catalogue of Life.